# Логвиненко Євген Володимирович
Євген Володимирович Логвиненко (рос. Евгений Владимирович Логвиненко нар. 16 квітня 1949, Ворошиловград, УРСР — пом. 26 квітня 2015, Одеса, Україна) — радянський футболіст, захисник. Майстер спорту СРСР (1974). Бронзовий призер чемпіонату СРСР (1974).
Освіта вища. Закінчив Запорізький педагогічний інститут.

## Життєпис
Євген Логвиненко народився 16 квітня 1949 року. Розпочав грати в футбол у Ворошиловграді.
Першою командою захисника став дубль ворошиловградської «Зорі», з якого він відправився в Кадіївку — в місцевий клуб другої ліги «Шахтар».
У 1973 році Логвиненко пішов на підвищення, поповнивши клуб першої ліги — запорізький «Металург», а ще через рік став гравцем вищої ліги, переїхавши до Одеси.
Офіційний дебют Логвиненка в «Чорноморці» відбувся у виїзному матчі з московським «Динамо» 28 квітня 1974 року.
У першому ж сезоні за «Чорноморець» Логвиненко домігся найгучніших успіхів у своїй кар'єрі, завоювавши в складі «моряків» бронзові медалі й путівку в Кубок УЄФА.
За підсумками сезону-1974 захисник отримав звання майстра спорту СРСР і був включений до числа 33-х найкращих футболістів України на позиції лівого захисника (№ 3).
Ігрову кар'єру Логвиненко завершив в 1980 році, після чого працював у дитячо-юнацькому футболі, очолював ДЮСШ «Локомотив» (Одеса).
У 2001 році захисник був включений до числа найкращих футболістів Одеси XX століття.
Помер 16 квітня 2015 року. Похований на Другому християнському кладовищі Одеси.

## Досягнення

### Командні
- Вища ліга чемпіонату СРСР
  -  Бронзовий призер (1): 1974

### Особисті
- Список найкращих футболістів СРСР (1): 1974

### Відзнаки
- Майстер спорту СРСР (1974)